# Psilocerea harmonia
Psilocerea harmonia là một loài bướm đêm trong họ Geometridae.